# مائورو دی برناردو
مائورو دی برناردو (ایتالیایی: Mauro Di Bernardo؛ زادهٔ ۲۴ مارس ۱۹۵۶) بازیکن والیبال اهل ایتالیا بود. وی در بازی‌های المپیک تابستانی ۱۹۸۰ شرکت کرده‌است.
وی در مسابقات کشوری و بین‌المللی در مجموع برندهٔ ۱ مدال نقره شده‌است.